# FRS3
Substrato receptor 3 do fator de crescimento de fibroblastos é uma proteína que em humanos é codificada pelo gene FRS3.
A proteína codificada por esse gene é um substrato para o receptor do fator de crescimento de fibroblastos. É encontrado na membrana plasmática periférica e funciona na ligação da estimulação do receptor FGF aos ativadores de Ras.